# 尹文公
尹文公（？—前513年）春秋时期尹国国君，姞姓，名圉，一名幸，又作固。鲁昭公二十二年（前520年）夏四月乙丑，周景王驾崩，单穆公、刘文公杀宾起。立景王子猛为周悼王。毛伯得、尹文公、召莊公支持王子朝，驱逐周悼王、刘文公、单穆公，立王子朝为王。周悼王在十一月乙酉去世，已丑，其弟周敬王即位。
之后，刘文公、单穆公支持的周敬王和毛伯得、尹文公、召莊公、召简公支持的王子朝，在王畿附近，作战了三年。鲁昭公二十五年（前517年）十月壬申，尹文公在巩渡洛水，火烧东訾，没能攻克。鲁昭公二十六年（前516年）冬，在晋国智文子跞、赵简子鞅的率领下，晋国军队攻克巩，周敬王一方胜利，十一月，王子朝、毛伯得、尹文公逃到楚国。昭公二十九年（前513年）三月，京师人杀召简公伯盈、尹文公及原伯鲁之子（王子朝余党）。
| 前任： 尹言多 | 尹国国君 | 繼任： 此後世系失傳 |